# 小行星4412
小行星4412（4412 Chephren）是一颗绕太阳运转的小行星，为主小行星带小行星。该小行星于1960年9月26日发现。

## 轨道参数
小行星4412的轨道半长轴为3.1300130 UA，离心率为0.171。